# Glúten

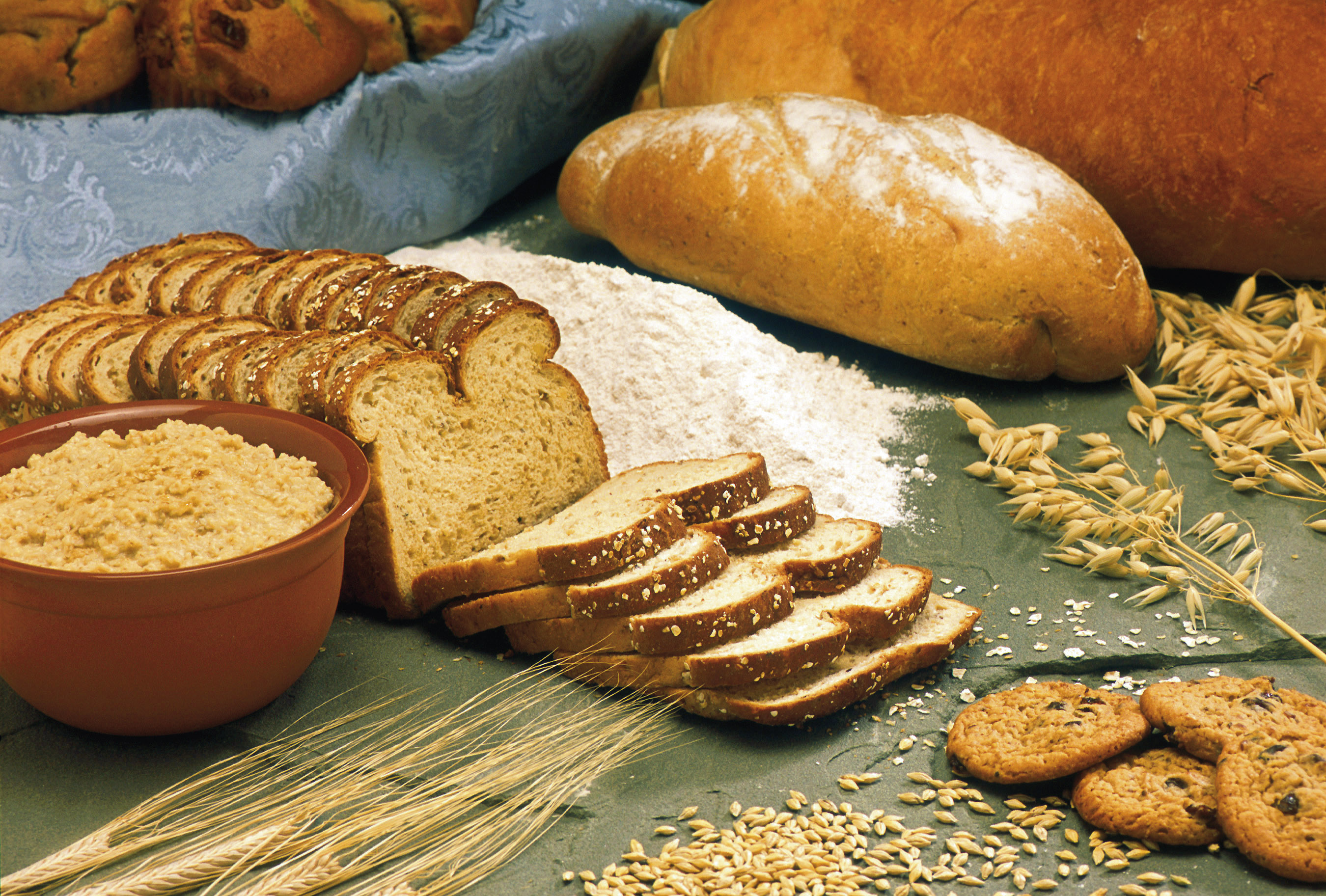
Pães, assim como outros produtos produzidos com farinha de trigo e cevada, contêm glúten.

O glúten é um composto de proteínas de armazenamento denominadas prolaminas e glutaminas, que se unem com o amido no endosperma (que nutre a planta embrionária durante a germinação) das sementes de vários cereais da família das gramíneas (Poaceae), subfamília Pooideae, principalmente das espécies da tribo Triticeae, como o trigo, cevada, triticale e centeio. Esses cereais são compostos por cerca de 40-70% de amido, 1-5% de lipídios, e 7-15% de proteínas (gliadina, glutenina, albumina e globulina). Por sua estrutura bioquímica, esse tipo de glúten é, muitas vezes, denominado "glúten triticeae", e popularmente conhecido como "glúten de trigo".
Espécies da tribo Aveneae, como a aveia, não contém glúten, mas normalmente são processadas em fábricas e moinhos que também processam cereais que contêm essa substância, causando assim a contaminação da aveia pelos resíduos de glúten.
A frase "contém glúten", encontrada em embalagens de diversos produtos alimentícios, serve para alertar as pessoas portadoras de hipersensibilidade imunomediada (doença celíaca) ou reações alérgicas ao glúten, para que não consumam aquele alimento pois, mesmo contendo traços pequenos dessa substância, pode ser prejudicial à saúde nesses casos.

## Propriedades

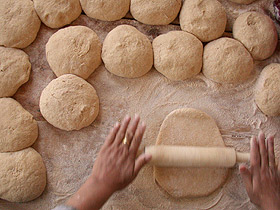
O glúten é o responsável pela elasticidade da massa produzida com farinha de trigo

O glúten (gliadina e glutenina) aparece geralmente combinado com outras proteínas como as albuminas e globulinas e também em combinação com o amido desses cereais, sendo responsável pela viscoelasticidade da massa composta pela mistura de farinha (proteína e amido em forma granular) e água.
A viscosidade e elasticidade são propriedades naturais dos elementos proteicos do glúten, a gliadina (prolamina) e glutenina (glutelina); a gliadina (composta pelos aminoácidos sulfurados, cistina e cisteína) é uma proteína bastante extensível, mas pouco elástica, responsável pela ductibilidade e coesividade, enquanto a glutenina é o polímero responsável pela elasticidade da estrutura. A complexa mistura dessas duas cadeias proteicas longas resulta na formação da massa com propriedades de coesão e viscoelasticidade, na qual o glúten retém a água nos interstícios das cadeias proteicas.
As características de textura e granulosidade, associadas à elasticidade das massas compostas por farinha com glúten, permitem que a massa proteica seja preenchida com água e bolhas de gás produzido no processo de fermentação, resultando na consistência elástica e porosa ou esponjosa dos pães e bolos em que se utiliza fermento.
O glúten está presente nos produtos, farinhas e derivados dos seguintes cereais: trigo, cevada, triticale, trigo de Khorasan, centeio (da tribo Triticeae, subfamília Pooideae).

### Obtenção
O glúten pode ser obtido a partir da farinha de trigo e alguns outros cereais, separando-se a parte proteica do glúten, composta por prolaminas e gluteninas (que são insolúveis em água), da parte proteica solúvel em água (albuminas) ou solúvel em soluções salinas (globulinas) e do amido (fécula). Para isso, se forma uma massa de farinha e água, que é lavada, até a água tornar-se limpa.
Para usos químicos (não alimentares), é preferível usar uma solução salina para obter o resultado com maior pureza (pois a solução salina ajuda a extrair as globulinas). O produto resultante terá uma textura pegajosa e fibrosa, parecida com a do chiclete.

### Quantidade e qualidade
A complexa estrutura de glúten é proveniente de dois tipos de proteínas que absorvem água. A relação entre estas duas proteínas leva à formação de glúten, mais ou menos tenaz que diferencia os vários tipos de farinha nas suas qualidades tecnológicas.

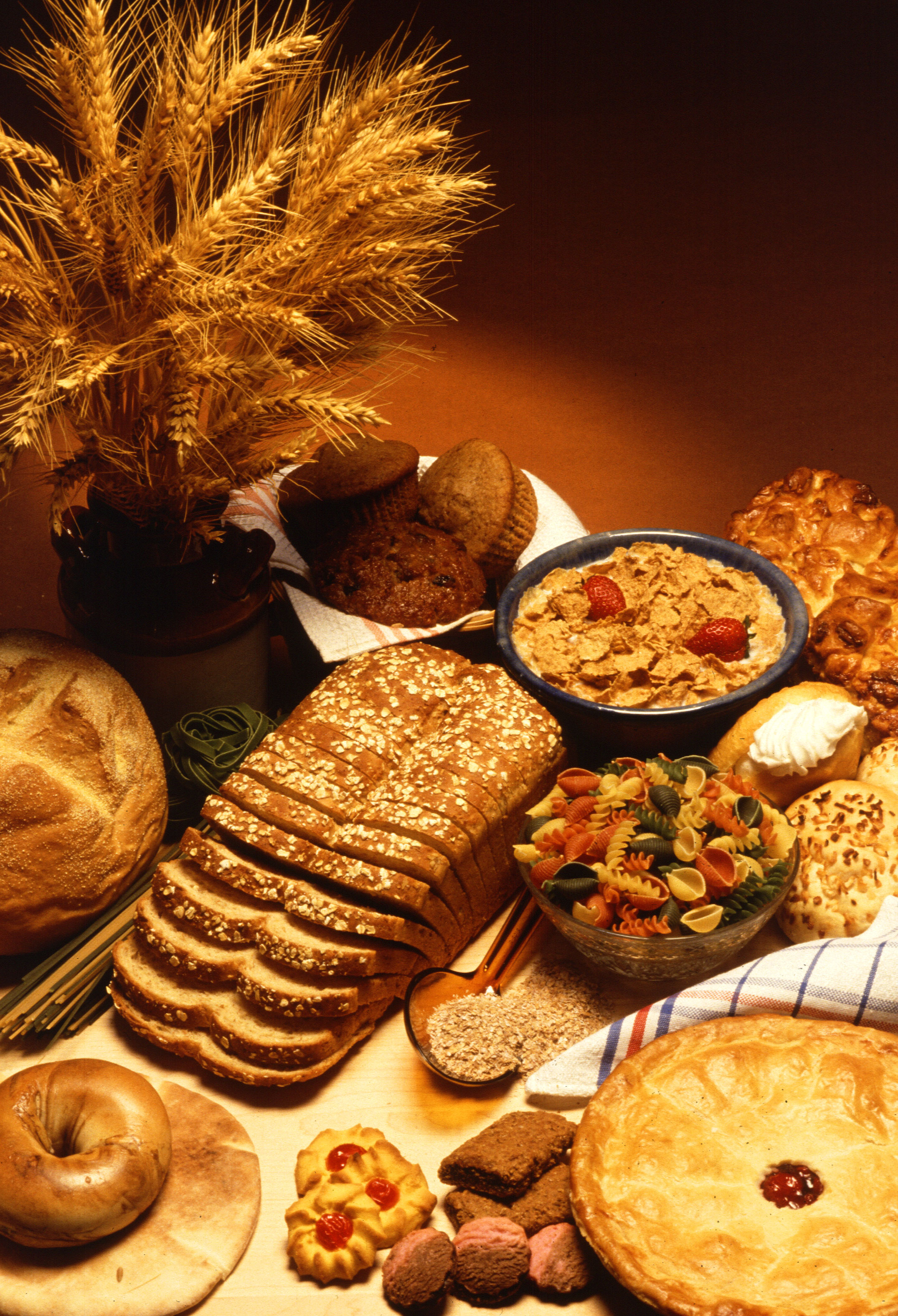
O glúten é o principal ingrediente para uma grande variedade de massas e pães

A quantidade de glúten é determinada em laboratório, a mistura de farinha e água em um almofariz. A mistura resultante é "lavada" com uma solução salina (4% monofosfato dissódico, pH 6,8 e 2% de cloreto de sódio) ou manualmente com um lavaglutine especial. Desta forma, ela vai escorrer deixando apenas uma fração do amido que é o glúten insolúvel em contato com uma solução salina. A quantidade de glúten assim obtida é chamada glúten úmido e é expresso como uma percentagem do peso da amostra analisada e extraídas do glúten, e sua umidade é medida em estufa a 80° C. O glúten úmido é seco para determinar glúten seco.
Para determinar uma qualidade maior do glúten, pode-se utilizar diferentes métodos. O método de Berlim é baseado no comportamento do glúten em uma solução de ácido fraco (a presença de glúten de má qualidade faz com que a solução se torne turva). Outro método avalia o sedimento formado após a dispersão da farinha em uma solução de ácido láctico, quando o glúten incha e se instala (sedimentação Zeleny). A extensão dos resultados de sedimentos em um valor de sedimentação da refeição varia dependendo da quantidade e qualidade de glúten: este valor está correlacionado positivamente com a atitude dos produtos de panificação.
Uma vez cozido, o glúten adquire uma consistência firme e toma um pouco do sabor do caldo no qual foi cozido. Esta propriedade faz com que seja apreciado como substituto da carne nas cozinhas vegetarianas e budista.
Em assados, o glúten é o responsável pela permanência dos gases da fermentação no interior da massa, fazendo com que ocorra um aumento em seu volume. Depois do cozimento, a  coagulação do glúten é responsável pela não desinflação do bolo ou pão.

## Reações adversas

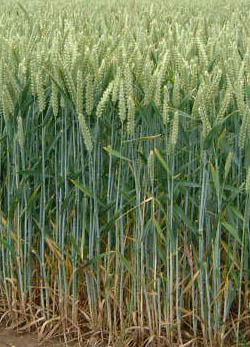
O trigo é principal fonte de glúten

As pessoas portadoras de doença celíaca têm uma hipersensibilidade ao glúten, que pode ser resultado de uma alergia ou de intolerância ao glúten. Nestas pessoas, o glúten provoca danos na mucosa do intestino delgado, impedindo uma digestão normal. Após eliminar o glúten da dieta, o intestino volta a funcionar com normalidade, entre algumas semanas a até alguns meses. Outra manifestação de intolerância, porém mais rara é a presença de lesões na pele chamada dermatite herpetiforme. Em geral, pessoas celíacas que não sabem que sejam portadoras desta doença, ao ingerirem alimentos com glúten sentem uma discreta indisposição estomacal que se torna mais acentuada com o tempo.
A hipersensibilidade ao glúten está mais comumente relacionada a problemas de intolerância ou alergias à proteína gliadina (prolamina), embora também existam alergias a outras proteínas encontradas no trigo, como a glutenina, a albumina e a globulina. Embora o milho apresente uma variedade destas proteínas, não produz o mesmo tipo de glúten, e a alergia a derivados de milho não está associada à hipersensibilidade ao glúten.[carece de fontes?]
Entre 1% e 2% da população mundial apresenta intolerância ao glúten, embora até metade dos celíacos não apresentem sintomas graves ou que interfiram na vida cotidiana destes.
Os portadores da doença celíaca devem evitar certos alimentos que contenham glúten, destacando-se os derivados de trigo, cevada, centeio, triticale e aveia, incluindo derivados de fabricação caseira ou industrial, como pães, massas alimentícias (macarrão), biscoitos, bolos, salgadinhos, barras de cereais, quibe, pizzas, molhos brancos, granola, empanados, farinha de rosca, cerveja, whisky e vodka de cereais.
Os portadores de doença celíaca não devem consumir nem mesmo carnes e legumes empanados em farinha de trigo, ou alimentos produzidas em óleo de fritura onde tenha sido imerso outro alimentos contendo farinha de trigo. Como a doença celíaca é crônica, seus portadores devem adotar uma alimentação sem glúten que geralmente deve ser seguida por toda a vida. Mas tal restrição também depende do grau de sensibilidade da pessoa ao glúten.
Existe uma crença bastante popular de que os autistas apresentariam um tipo hipersensibilidade bastante particular ao glúten e à caseína (uma proteína presente no leite). Ambas as substâncias teriam um efeito opiáceo nestes indivíduos[carece de fontes?]. Entretanto, estudos científicos a respeito, sugerem que dietas sem glúten não trazem nenhum benefício para crianças autistas.

## Distúrbios
"Distúrbios relacionados ao glúten" é o termo genérico para todas as doenças desencadeadas pelo glúten, que incluem a doença celíaca, a sensibilidade ao glúten não-celíaca, alergia ao trigo, ataxia ao glúten e dermatite herpetiforme.

### Pesquisa fisiopatológica
Os peptídeos do glúten são responsáveis por desencadear distúrbios relacionados ao glúten. Em pessoas que têm doença celíaca, os peptídeos causam lesões nos intestinos, variando de inflamação à destruição parcial ou total das vilosidades intestinais. Para estudar os mecanismos desse dano, são feitos experimentos de laboratório in vitro e in vivo. Entre os peptídeos de glúten, a gliadina foi estudada extensivamente.

#### EstudosIn vitroein vivo
No contexto da doença celíaca, os peptídeos de gliadina são classificados em básica e pesquisa clínica como tóxico ou imunogênico, dependendo de seu mecanismo de ação:
- Os peptídeos tóxicos são aqueles capazes de afetar diretamente células e preparações intestinais “in vitro”, produzindo dano celular “in vivo” e induzindo a resposta imune inata.[15][19] In vitro, os peptídeos promovem apoptose celular (uma forma de morte celular programada) e inibem a síntese de ácido nucleicos (DNA e RNA) e proteínas, reduzindo a viabilidade das células.[20] Experimentos “in vivo” com camundongos normais mostraram que eles causam um aumento na morte celular e na produção de Interferona de tipo I (um mediador inflamatório).[15] In vitro, o glúten altera a morfologia e motilidade, citoesqueleto organização celular, equilíbrio oxidativo e junção estreita s.[21][20][22]
- Os peptídeos imunogênicos são aqueles capazes de ativar células T in vitro'.[15]

Pelo menos 50 Epítopos de glúten podem produzir atividades citotóxicas, imunomoduladoras e permeação do intestino.
O efeito dos peptídeos de aveia (aveninas) em celíacos depende da aveia cultivar consumida por causa dos genes da prolamina, das sequências de aminoácidos das proteínas e da imunotoxicidade das prolaminas que variam entre as variedades de aveia. Além disso, os produtos de aveia podem sofrer contaminação cruzada com outros cereais contendo glúten.

### Incidência
Desde 2017,distúrbios relacionados ao glúten estavam aumentando em frequência em diferentes áreas geográficas. Algumas explicações sugeridas para esse aumento incluem: a crescente ocidentalização das dietas, o uso crescente de alimentos à base de trigo incluídos na dieta mediterrânea, a substituição progressiva do arroz pelo trigo em muitos países da Ásia, Oriente Médio e Norte da África, o desenvolvimento nos últimos anos de novos tipos de trigo com maior quantidade de citotóxica glúten peptídeos, e o maior teor de glúten em pães e produtos de panificação devido à redução do tempo de fermentação da massa.

### Outros distúrbios neurológicos
Além da ataxia ao glúten, a sensibilidade ao glúten pode causar um amplo espectro de distúrbios neurológicos, que se desenvolvem com ou sem a presença de sintomas digestivos ou danos intestinais. Estes incluem neuropatia periférica, epilepsia, cefaleia, encefalopatia, vascular demência e vários
distúrbio do movimentos (síndrome das pernas inquietas, coreia, parkinsonismo, síndrome de Tourette, tremor palatal, mioclonia, distonia, síndrome de mioclonia opsoclonia, paroxismos, discinesia, miorritmia, mioquimia).
O diagnóstico de sensibilidade ao glúten subjacente é complicado e tardio quando não há sintomas digestivos. As pessoas que experimentam problemas gastrointestinais são mais propensas a receber um diagnóstico e tratamento corretos. Uma dieta rigorosa sem glúten é o tratamento de primeira linha, que deve ser iniciado o mais rápido possível. É eficaz na maioria desses distúrbios. Quando a demência progrediu para um grau avançado, a dieta não tem efeito benéfico. A mioclonia cortical parece ser resistente ao tratamento tanto na dieta sem glúten quanto na imunossupressão.